# Ofensiva de Hawija em 2017
A ofensiva de Hawija foi uma ofensiva lançada em setembro de 2017 pelo exército iraquiano com o objetivo de recapturar o distrito de Hawija e as áreas circundantes, ocupadas pelo Estado Islâmico do Iraque e do Levante.
A ofensiva foi concomitante com a Campanha de Raqqa conduzida pelas Forças Democráticas Sírias contra a capital de facto do Estado Islâmico e seu reduto na Síria, bem como a Campanha sobre o centro da Síria, pelo exército sírio para capturar o território mantido pelos jihadistas em direção a Deir ez-Zor.

## Antecedentes
Hawija, localizada a 50 quilômetros ao oeste da cidade de Quircuque, era um bastião dos insurgentes sunitas desde a invasão do Iraque em 2003. Em 2013, o primeiro-ministro iraquiano Nouri al-Maliki ordenou que suas forças abrissem fogo contra manifestantes pacíficos em Hawija. Em retaliação, os sunitas convenceram-se de usar a violência para combater as políticas sectárias de Maliki, ao mesmo tempo que davam apoio substancial ao Estado Islâmico do Iraque e do Levante. O grupo conquistou a cidade em junho de 2014, quando assumiu o controle da maior parte do norte e do oeste do Iraque. Hawija tornou-se isolada do restante do território dos jihadistas em julho de 2016 durante a ofensiva de Mossul e era seu último reduto no Iraque. A ofensiva foi repetidamente adiada devido a várias questões sectárias, bem como divergências sobre o envolvimento das milícias Peshmerga e das Forças de Mobilização Popular.

## Desenvolvimento da ofensiva

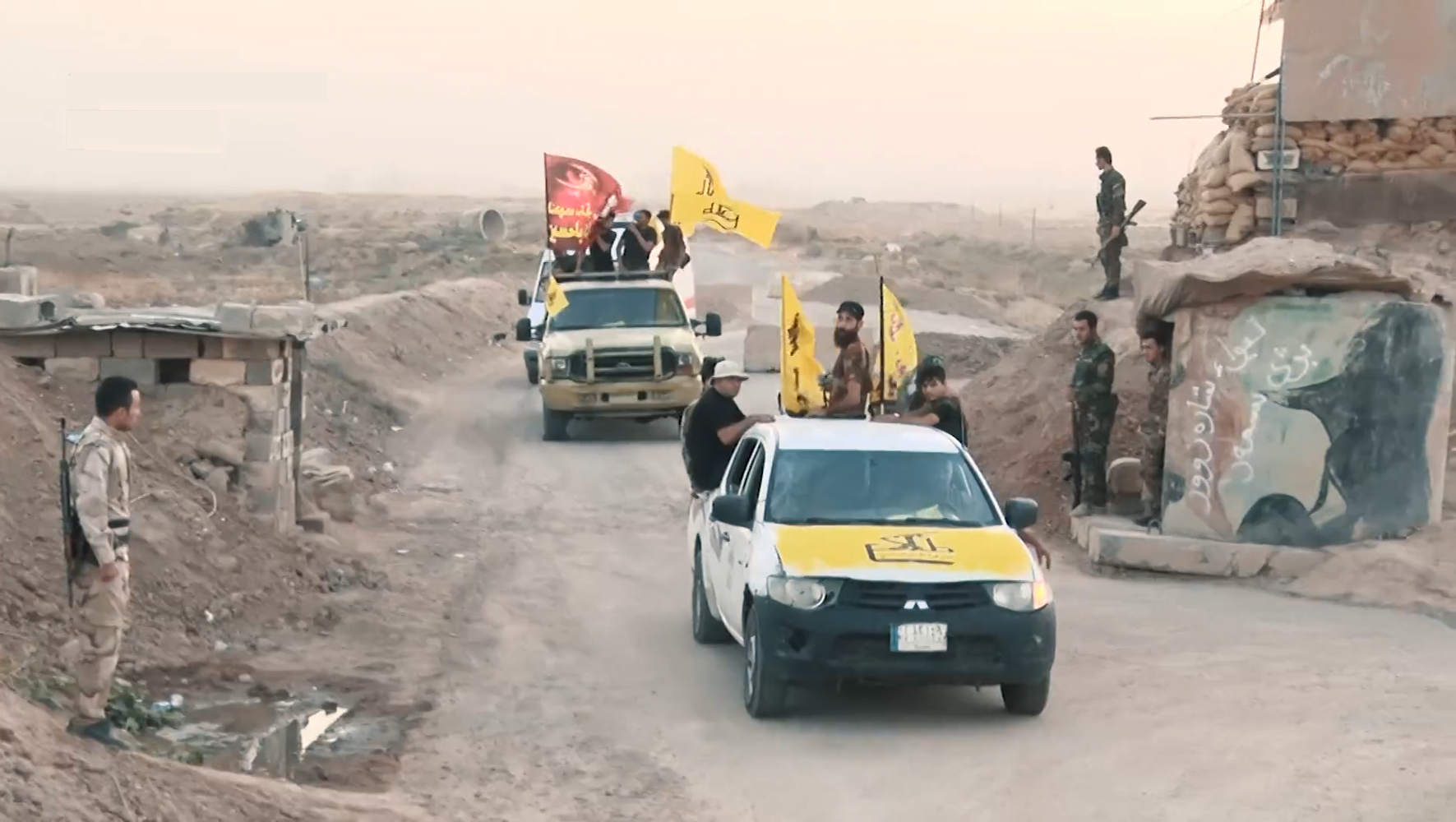
Desempenhando um papel de liderança na ofensiva, as Forças de Mobilização Popular, majoritariamente xiita, rejeita as alegações de perseguições aos sunitas locais como suspeitos de serem apoiantes do Estado Islâmico.

A ofensiva começou em 20 de setembro, a partir do noroeste de Hawija, quando as forças iraquianas recapturaram quatro aldeias a nordeste de al-Shirqat (que havia sido capturada um ano antes durante uma ofensiva em Mossul). No dia seguinte, as forças iraquianas conseguiram libertar pelo menos onze aldeias, matando e ferindo vários terroristas no processo. O objetivo das forças iraquianas era penetrar na cidade de Hawija com várias alas laterais, pois pretendiam assegurar essas importantes áreas na província de Quircuque. Em 22 de setembro, as forças iraquianas capturaram cerca de 140 quilômetros quadrados de território ao norte do distrito de Hawija a partir da província de Quircuque. Liderados pelas Hashd Al-Sha'abi (Forças de Mobilização Popular), as forças iraquianas libertaram pelo menos quinze aldeias no distrito de Al-Shirqat, localizadas a noroeste do país. Em 24 de setembro, as forças iraquianas declararam que haviam terminado a primeira fase da ofensiva, tendo libertado todas as áreas ao norte do rio Pequeno Zabe, juntamente com algumas outras áreas a oeste do rio Tigre e do norte das Montanhas de Makhoul. Também afirmaram terem eliminado duzentos militantes jihadistas durante a operação. Em 29 de setembro, as forças iraquianas lançaram a segunda fase da ofensiva, capturando quatro aldeias e entrando na cidade de al-Abbassi. As forças iraquianas informaram que mataram outros duzentos militantes jihadistas no primeiro dia da segunda fase da ofensiva.
Em 4 de outubro, tropas iraquianas entraram na cidade de Hawija, com a guarnição local do Estado Islâmico mostrando relativamente pouca resistência, as forças do governo rapidamente tomaram vários bairros. No dia seguinte, as forças iraquianas assumiram o controle do centro da cidade, capturando-a totalmente. Em 6 de outubro, a agência de mídia das Unidades de Mobilização Popular declarou que suas tropas, juntamente com os militares iraquianos, capturaram as últimas vinte aldeias na área de Hawija ao mesmo tempo que uniam-se aos Pershmerga. Em 7 de outubro, apenas algumas zonas ao norte de Hilwa permaneceram sob o controle do Estado Islâmico. Em 8 de outubro, o exército iraquiano eliminou os pontos remanescentes mantidos pelo Estado Islâmico e, com a vitória em Hawija, o Ministério da Defesa do Iraque divulgou um mapa atualizado do país, mostrando as áreas remanescentes do Iraque sob o controle do Estado Islâmico agora limitado à província de Ambar ocidental e ao sudoeste da província de Nínive.
Esta seria a primeira vez que um grande número de combatentes do Estado Islâmico renderam-se em massa ao invés de lutar até a morte. Também foi notado que os combatentes jihadistas ofereceram pouca ou nenhuma resistência, para além de plantar bombas e armadilhas explosivas.